# 町方町 (愛西市)
町方町（まちかたちょう）は、愛知県愛西市にある地名。字が34ある。

## 地理
旧佐織町域西部の領内川右岸に位置する。

### 字一覧

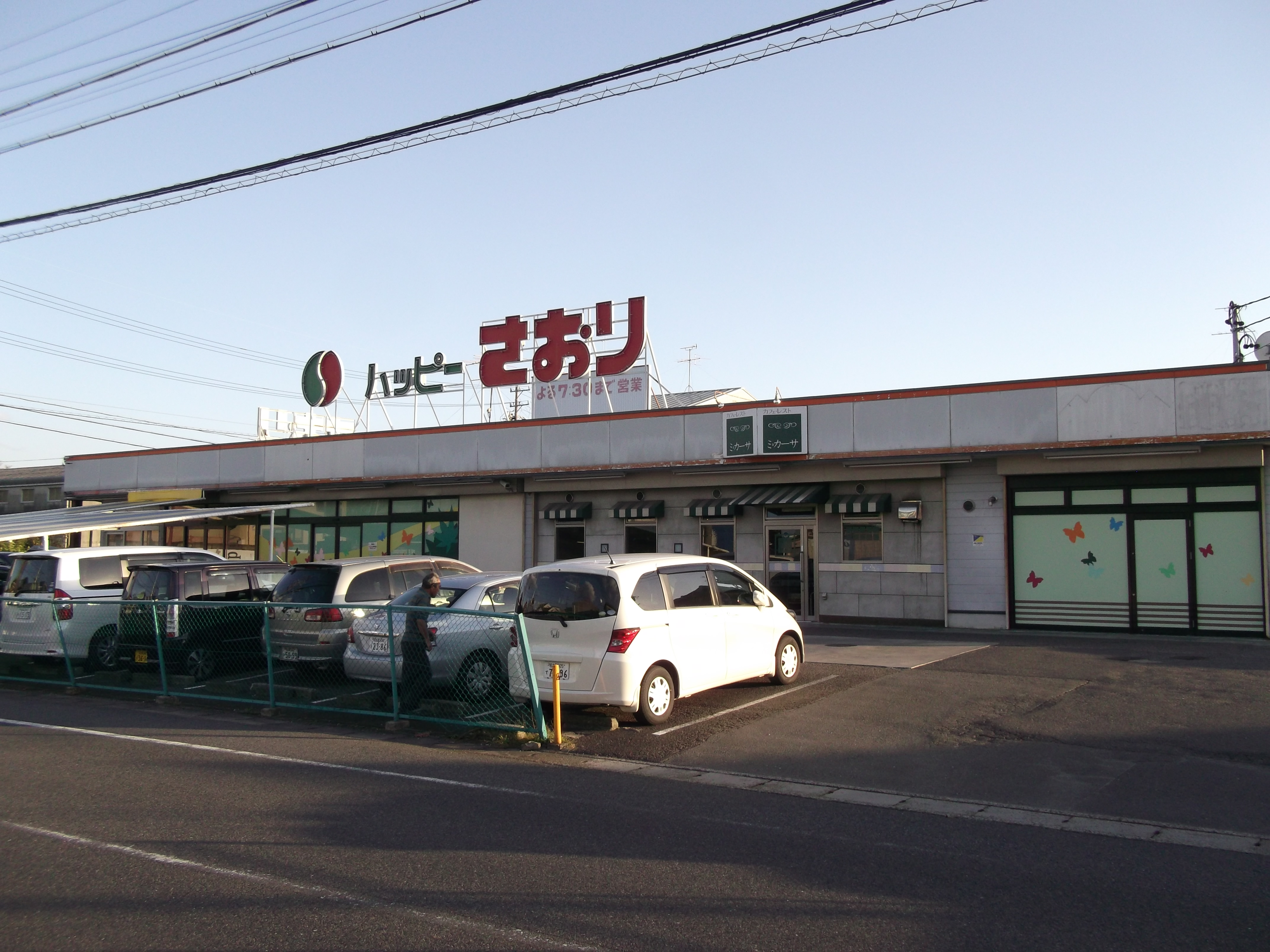
字北堤外のスーパーマーケット

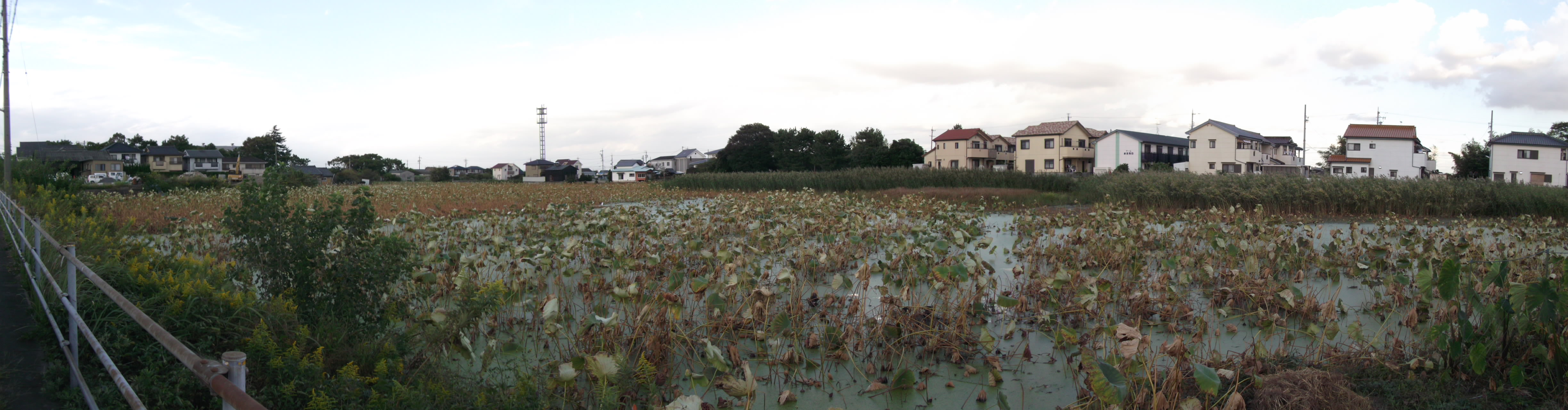
字新西馬の蓮田

（配列は五十音順・読みはYahoo!地図による）
- 足立川（あだちがわ）
- 石塚（いしづか）
- 大杁先（おおいりさき）
- 大原（おおはら）
- 大山田（おおやまだ）
- 海用（かいよう）
- 案山子（かがし）
- 北堤外（きたていがい）
- 北前（きたまえ）
- 五軒家（ごけんや）
- 五軒家東（ごけんやひがし）
- 小原（こはら）
- 小山田（こやまだ）
- 西馬（さいま）
- 十二城（じゅうにしろ）
- 庄司原（しょうじはら）
- 新西馬（しんさいま）
- 祖父池（そぶいけ）
- 地官（ちかん）
- 東馬（とうま）
- 西大山田（にしおおやまだ）
- 西祖父池（にしそぶいけ）
- 八田野（はったの）
- 彦作堤外（ひこさくていがい）
- 彦作堤内（ひこさくていない）
- 二ツ橋（ふたつばし）
- 古江（ふるえ）
- 松川（まつがわ）
- 丸池（まるいけ）
- 三角（みすみ）
- 南堤外（みなみていがい）
- 宮西（みやにし）
- 宮前（みやまえ）
- 横江（よこえ）

## 歴史
海用に姥ケ森古墳、大原・高砂・鵜廻で古墳時代の遺物が、十二城で古墳時代から鎌倉時代の遺物が出土しており、古くから人が居住していたようである。また、古代の馬津駅跡が松川付近に所在したという説もあり、十二城址は鎌倉時代の板垣冠者の居城であるという。

### 沿革
- 江戸時代 - 尾張国海東郡内の尾張藩領鵜多須代官所支配の町方新田村として成立[6]。津島五ケ所新田の一つで、津島町方新田とも称する[6]。養性寺文書（『佐織町史資料編2』所収）によれば、津島村出身者が開発したという[6]。元々は草野新田・堤外新田・川西新田などと称していたようだが、1666年（寛文6年）の津島五ケ所新田年貢免状（『佐織町史資料編2』所収「祖父江家文書」による）に町方新田の名が見える[6]。
- 1876年（明治9年） - 上中地・下中地が中地村（現在の津島市中地町・東中地町・南本町・永楽町・大慶寺町一帯にあたる[7]）として分村する[6]。
- 1878年（明治11年） - 鬼頭新田の一部を編入[6]。
- 1889年（明治22年） - 草場村の大字町方新田となる[6]。
- 1906年（明治39年） - 佐織村の大字町方新田となる[6]。
- 1939年（昭和14年） - 佐織町の大字町方新田となる[6]。
- 2005年（平成17年）4月1日 - 愛西市町方町となる。

## 世帯数と人口
2019年（令和元年）5月1日現在の世帯数と人口は以下の通りである。
| 町丁   | 世帯数    | 人口    |
| ------ | --------- | ------- |
| 町方町 | 1,528世帯 | 3,926人 |

### 人口の変遷
国勢調査による人口の推移
| 2005年（平成17年） | 4,090人 | [ 8 ]  |  |
| 2010年（平成22年） | 4,076人 | [ 9 ]  |  |
| 2015年（平成27年） | 3,986人 | [ 10 ] |  |

## 小・中学校の学区
市立小・中学校に通う場合、学区は以下の通りとなる。
| 字       | 小学校               | 中学校               |
| -------- | -------------------- | -------------------- |
| 彦作堤内 | 愛西市立北河田小学校 | 愛西市立佐織中学校   |
| その他   | 愛西市立草平小学校   | 愛西市立佐織西中学校 |

## 交通

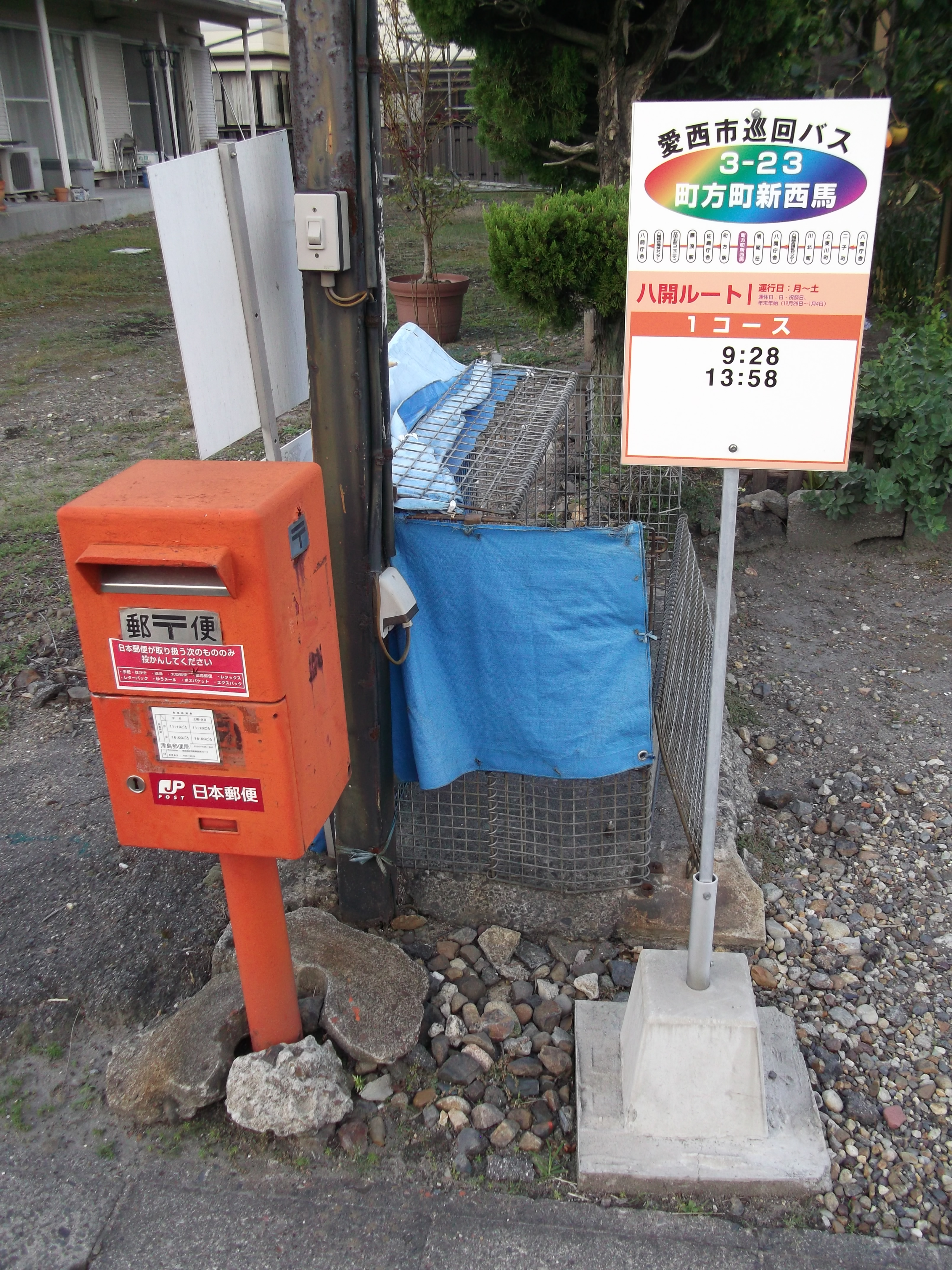
愛西市巡回バス「町方町新西馬」停留所（2009年改正ダイヤ当時）

### 鉄道
名古屋鉄道（名鉄）
■ 尾西線 町方駅

### バス
かつては国道155号上を名鉄バスが走り、上新田・河原停留所が設置されていたが、現存しない。
- 愛西市巡回バス（2020年4月1日現在）[13]

|     | 停留所名               | 座標                                   | ルート       |
| --- | ---------------------- | -------------------------------------- | ------------ |
| 86  | 町方町新西馬           | 北緯35度11分29.2秒 東経136度42分36.3秒 | 八開         |
| 88  | 町方町松川（デリカ前） | 北緯35度11分21.9秒 東経136度42分56.6秒 | 八開         |
| 89  | 町方駅                 | 北緯35度11分21.3秒 東経136度43分37.9秒 | 八開、佐織南 |
| 90  | 五軒家                 | 北緯35度11分37.9秒 東経136度43分52.7秒 | 八開、佐織南 |
| 117 | 東藤浪（町方橋北）     | 北緯35度11分26.7秒 東経136度43分58.7秒 | 佐織南       |

### 道路
- 国道155号
- 愛知県道・岐阜県道8号津島南濃線
- 愛知県道79号あま愛西線（甚目寺街道）
- 愛知県道120号・岐阜県道117号津島海津線
- 愛知県道129号一宮津島線
- 愛知県道458号一宮弥富線（巡見街道）

## 施設

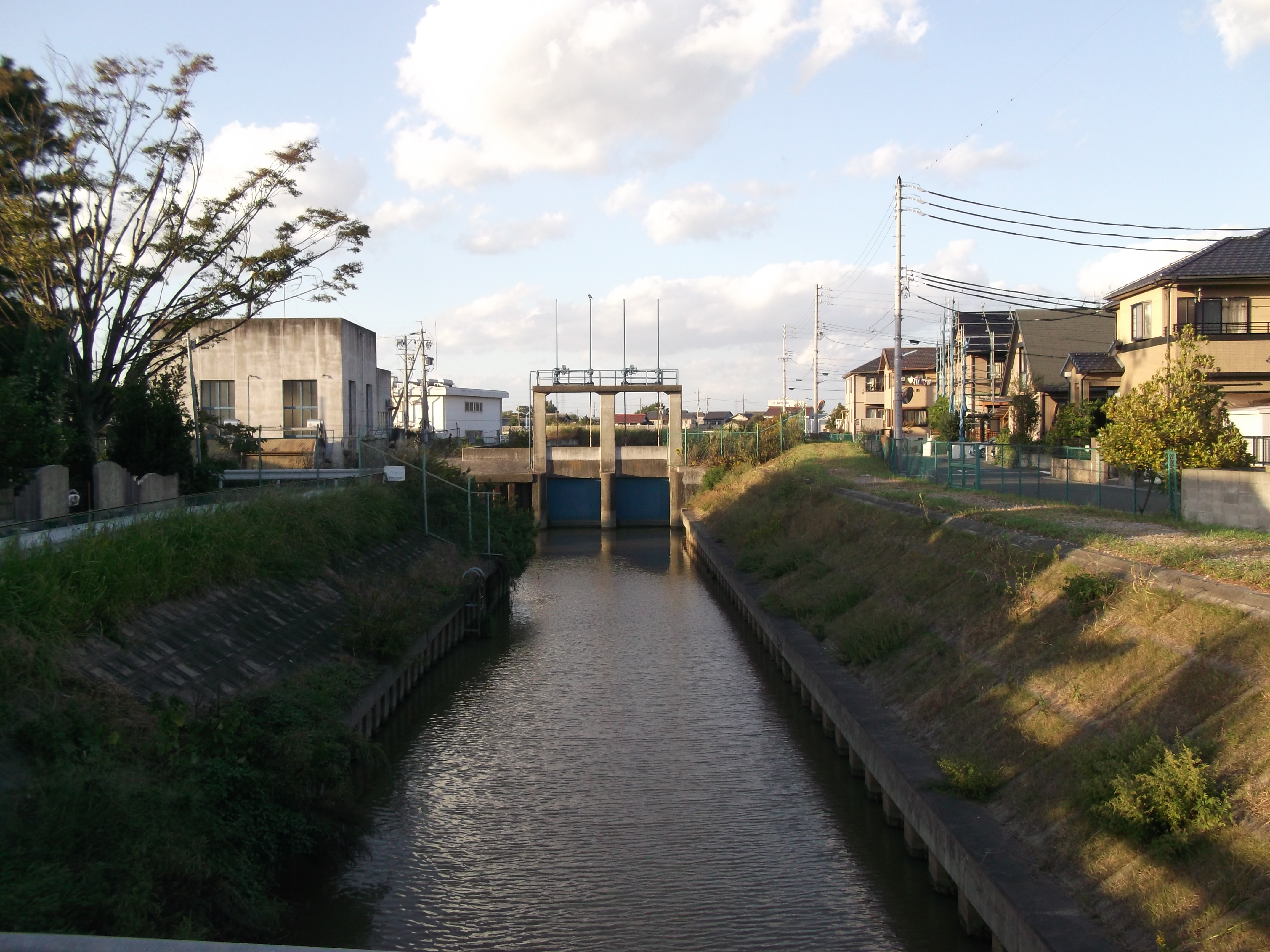
根高排水機場

- 愛知県海部応急ポンプ管理センター
- 津島社
- 神明社
- 白山社
- 姥ケ森神社
- 浄土宗唯称寺
- 西生寺
- 大聖寺
- 五軒家排水機場
- 町方保育園
- 根高排水機場
- 根高第二排水機場